# 1549 год
1549 (ты́сяча пятьсо́т со́рок девя́тый) год  по юлианскому календарю — невисокосный год, начинающийся во вторник. Это 1549 год нашей эры, 9‑й год 5‑го десятилетия XVI века 2‑го тысячелетия, 10‑й год 1540‑х годов. Он закончился 476 лет назад.
| Пн | Вт | Ср | Чт | Пт | Сб | Вс |
|    | 1  | 2  | 3  | 4  | 5  | 6  |
| 7  | 8  | 9  | 10 | 11 | 12 | 13 |
| 14 | 15 | 16 | 17 | 18 | 19 | 20 |
| 21 | 22 | 23 | 24 | 25 | 26 | 27 |
| 28 | 29 | 30 | 31 |    |    |    |

| Пн | Вт | Ср | Чт | Пт | Сб | Вс |
|    |    |    |    | 1  | 2  | 3  |
| 4  | 5  | 6  | 7  | 8  | 9  | 10 |
| 11 | 12 | 13 | 14 | 15 | 16 | 17 |
| 18 | 19 | 20 | 21 | 22 | 23 | 24 |
| 25 | 26 | 27 | 28 |    |    |    |

| Пн | Вт | Ср | Чт | Пт | Сб | Вс |
|    |    |    |    | 1  | 2  | 3  |
| 4  | 5  | 6  | 7  | 8  | 9  | 10 |
| 11 | 12 | 13 | 14 | 15 | 16 | 17 |
| 18 | 19 | 20 | 21 | 22 | 23 | 24 |
| 25 | 26 | 27 | 28 | 29 | 30 | 31 |

| Пн | Вт | Ср | Чт | Пт | Сб | Вс |
| 1  | 2  | 3  | 4  | 5  | 6  | 7  |
| 8  | 9  | 10 | 11 | 12 | 13 | 14 |
| 15 | 16 | 17 | 18 | 19 | 20 | 21 |
| 22 | 23 | 24 | 25 | 26 | 27 | 28 |
| 29 | 30 |    |    |    |    |    |

| Пн | Вт | Ср | Чт | Пт | Сб | Вс |
|    |    | 1  | 2  | 3  | 4  | 5  |
| 6  | 7  | 8  | 9  | 10 | 11 | 12 |
| 13 | 14 | 15 | 16 | 17 | 18 | 19 |
| 20 | 21 | 22 | 23 | 24 | 25 | 26 |
| 27 | 28 | 29 | 30 | 31 |    |    |

| Пн | Вт | Ср | Чт | Пт | Сб | Вс |
|    |    |    |    |    | 1  | 2  |
| 3  | 4  | 5  | 6  | 7  | 8  | 9  |
| 10 | 11 | 12 | 13 | 14 | 15 | 16 |
| 17 | 18 | 19 | 20 | 21 | 22 | 23 |
| 24 | 25 | 26 | 27 | 28 | 29 | 30 |

| Пн | Вт | Ср | Чт | Пт | Сб | Вс |
| 1  | 2  | 3  | 4  | 5  | 6  | 7  |
| 8  | 9  | 10 | 11 | 12 | 13 | 14 |
| 15 | 16 | 17 | 18 | 19 | 20 | 21 |
| 22 | 23 | 24 | 25 | 26 | 27 | 28 |
| 29 | 30 | 31 |    |    |    |    |

| Пн | Вт | Ср | Чт | Пт | Сб | Вс |
|    |    |    | 1  | 2  | 3  | 4  |
| 5  | 6  | 7  | 8  | 9  | 10 | 11 |
| 12 | 13 | 14 | 15 | 16 | 17 | 18 |
| 19 | 20 | 21 | 22 | 23 | 24 | 25 |
| 26 | 27 | 28 | 29 | 30 | 31 |    |

| Пн | Вт | Ср | Чт | Пт | Сб | Вс |
|    |    |    |    |    |    | 1  |
| 2  | 3  | 4  | 5  | 6  | 7  | 8  |
| 9  | 10 | 11 | 12 | 13 | 14 | 15 |
| 16 | 17 | 18 | 19 | 20 | 21 | 22 |
| 23 | 24 | 25 | 26 | 27 | 28 | 29 |
| 30 |    |    |    |    |    |    |

| Пн | Вт | Ср | Чт | Пт | Сб | Вс |
|    | 1  | 2  | 3  | 4  | 5  | 6  |
| 7  | 8  | 9  | 10 | 11 | 12 | 13 |
| 14 | 15 | 16 | 17 | 18 | 19 | 20 |
| 21 | 22 | 23 | 24 | 25 | 26 | 27 |
| 28 | 29 | 30 | 31 |    |    |    |

| Пн | Вт | Ср | Чт | Пт | Сб | Вс |
|    |    |    |    | 1  | 2  | 3  |
| 4  | 5  | 6  | 7  | 8  | 9  | 10 |
| 11 | 12 | 13 | 14 | 15 | 16 | 17 |
| 18 | 19 | 20 | 21 | 22 | 23 | 24 |
| 25 | 26 | 27 | 28 | 29 | 30 |    |

| Пн | Вт | Ср | Чт | Пт | Сб | Вс |
|    |    |    |    |    |    | 1  |
| 2  | 3  | 4  | 5  | 6  | 7  | 8  |
| 9  | 10 | 11 | 12 | 13 | 14 | 15 |
| 16 | 17 | 18 | 19 | 20 | 21 | 22 |
| 23 | 24 | 25 | 26 | 27 | 28 | 29 |
| 30 | 31 |    |    |    |    |    |

## События
- 1493—1593 — Столетняя хорватско-османская война. Серия вооружённых конфликтов между Королевством Хорватия и Османской империей[1].
- 1507—1622 — Португало-персидская война. Ряд вооружённых конфликтов между колониалистской Португалией и вассальным Ормузом, с одной стороны, и Сефевидской империей, поддерживаемой англичанами, с другой[2].
- 1511—1641 — Малайско-португальская война. Вооружённый конфликт XVI-XVII веков, в котором Малаккский султанат при поддержке империи Мин, Голландской Ост-Индской компании (с 1607) и Джохора безуспешно сопротивлялся Португальской империи, стремившейся захватить Малакку и установить контроль над торговлей между Индией и Китаем[3].
- 1514—1555 — Турецко-персидская война[4].
- 1538—1557 — Португало-турецкая война[5].
- 1543—1551 — война Грубое сватовство[6].
- 1545—1563 — Тридентский собор католической церкви. Утвердил догматы о первородном грехе, чистилище. Один из важнейших соборов в истории Католической церкви. Собрался, чтобы дать ответ движению Реформации. Считается отправной точкой Контрреформации[7].
- 1549—1554 — Юсуф, на съезде ногайской знати избран бием Ногайской Орды[8].
- 1549—1551 — Сююмбике, дочь бея Ногайской Орды Юсуфа, после смерти мужа Сафа-Гирея стала регентшей Казанского ханства при малолетнем Утемиш-Гирее. Бей Юсуф рассчитывал на усиление влияния в Казани[8].
- 1549—1550 — первая Сиамо-бирманская война[9].
- Восстание Роберта Кета. Восстание в графстве Норфолк, королевство Англия, во время правления короля Эдуарда VI направленное, в основном, против огораживаний[10].
  - 23 июля — начало восстания английских крестьян под предводительством Роберта Кета в Норфолке и Суффолке. Восставшие расположились около Нориджа и выработали Маусхолдскую программу. Отряды Кета взяли Норидж и разбили отряд правительства. Неудачная осада Ярмута.
  - 27 августа — разгром повстанцев в долине Дюссендейль.
- Июнь—сентябрь — грузинский поход Ахмед-паши. Военная кампания Османской империи против княжества Самцхе-Саатабаго, проведённая под командованием великого визиря Кара Ахмед-паши. Завершилась победой османов и захватом около 35 крепостей[11].
- 15 августа — Франциск Ксаверий прибыл в Японию.
- 1 ноября — конкистадором Педро де Урсуа основан город Памплона (Колумбия).
- Восстание корнцев. Народное восстание против церковных реформ, проводимых королевской властью Англии произошло в графствах Корнуолл и Девон[12].
- Смерть Бурхан-Мирзы. Подавление восстания в Ширване.
- Японские пираты нанесли большой ущерб провинциям Чжэцзян и Фуцзянь.

## Русское государство
Царствование: 1533—1584 — Ивана IV Васильевича Грозного
- Февраль — в Москве был созван первый Земский собор получивший в историографии название Примирительный собор[13][13].
- Конец февраля — церковный Макарьевский Собор, созванный митрополитом Макарием, канонизирует к общерусскому прославлению, тех место чтимых святых, которые не вошли в постановление собора в феврале 1547 года. На соборе регламентируется церковное землевладение, по которому покупка земель или получение их в дар должно происходить только с царского разрешения[14].
  - Михаил Ярославич официально канонизирован Русской православной церковью[15].
- Март — последний известный набег Казанского ханства на Муромские земли[16].
- Русско-казанский конфликт, с целью восстановления на казанском престоле Шах-Али.
  - 24 ноября — Иван Грозный выехал из Москвы во Владимир, где собиралось войско для похода[17].
  - 20 декабря — воеводам Казанского похода было велено идти к Нижнему Новгороду, где к царскому войску присоединились хан Шах-Али и царевич Едигер[17].
  - Конец осени 1549 ─ начало 1550 года — начался второй неудачный поход Ивана IV на Казанское ханство. Войска в Москву вернулись 23 марта 1550 года[14].
- В окружении царя приходят новые люди, образуя "негласное правительство", названное позднее Андреем Курбским, по аналогии с государственным учреждением Речи Посполитой "Избранная Рада"[14].
- Пожалованы окольничеством: Карпов Долмат Фёдорович, Квашнин Андрей Александрович, Шереметев Иван Васильевич Большой, Яковля Григорий Петрович[18].
- Пожалованы боярством: Щенятев Семён Иванович, Микулинский Семён Иванович (ум. 1562), Пронский Иван Иванович Турунтай (ум. 1569), Юрьев Даниил Романович (ум. 1566), Морозов Михаил Яковлевич (ум. 1573)[18], Мстиславский Иван Фёдорович[19].
- На службу великому князю выехали родоначальники дворянских родов: Верёвкины, Сипягины и Ступишины[20].
- Местничество: Булгаков-Голицын Юрий Михайлович и Тёмкин-Ростовский Юрий Иванович[21].
- Вышла первая книга о Москве «Rerum Moscoviticarum Commentarii» («Записки о Московии»).

### Города и поселения
- Впервые упомянуто Лобное место (перевод греческого выражения «Κρανίου Τόπος», используемого в Новом Завете, как синоним Голгофы) на Красной площади, когда Иван Грозный держал речь перед народом[22].
- 1548—1550 — при церкви Рождества Иоанна Предтечи в Кандалакше преподобным Феодоритом Кольским строится Богородице-Рождественский Кандалакшский (Кокуев) мужской монастырь[23].

### Руководители приказов
| Года      | Приказ           | Ф,И,О главы                | Примечания |
| --------- | ---------------- | -------------------------- | ---------- |
| 1549-1561 | Посольского дела | Висковатов Иван Михайлович |            |
| 1548-1549 | Угличский двор   | Адашев Алексей Фёдорович   |            |
|           |                  |                            |            |

## Начало правления
См. также: Список глав государств в 1549 году
- 1549—1582 — Аския Сонгаи Дауд.

## Родились

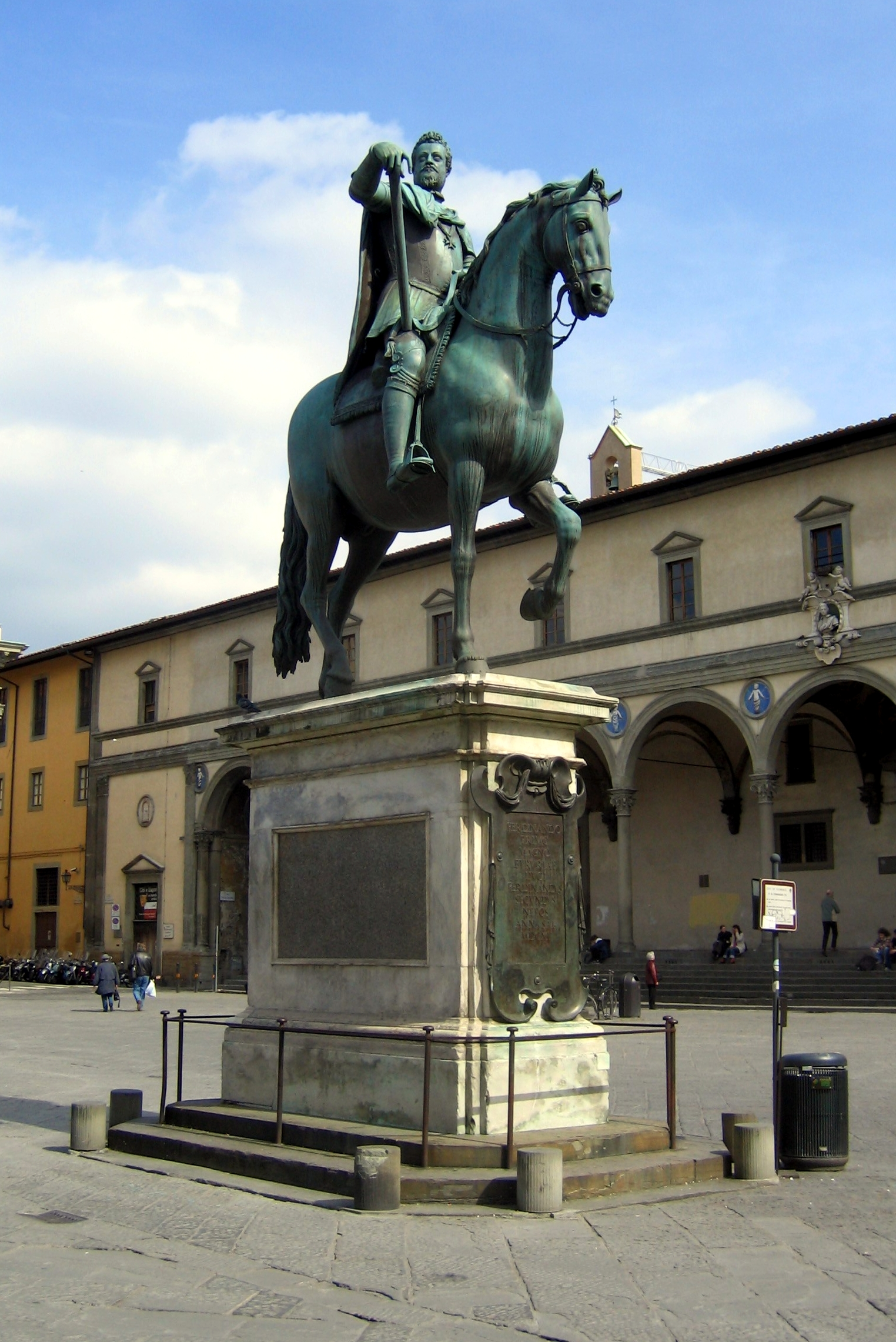
Конная статуя Фердинанда I

См. также: Категория:Родившиеся в 1549 году
- 10 августа — у Ивана Грозного рождается первенец — дочь Анна, которая проживёт "году без двадцати день"[14].
- 1 октября — Анна Святого Варфоломея, монахиня Ордена Босых Кармелиток, блаженная.
- Анна Австрийская — четвёртая жена короля Испании Филиппа II.
- Ахмад аль-Мансур — шериф Марокко, представитель династии Саадитов.
- Франческо Дель Монте — итальянский кардинал, политик и знаток искусства.
- Фердинанд I — великий герцог Тосканский.

## Скончались

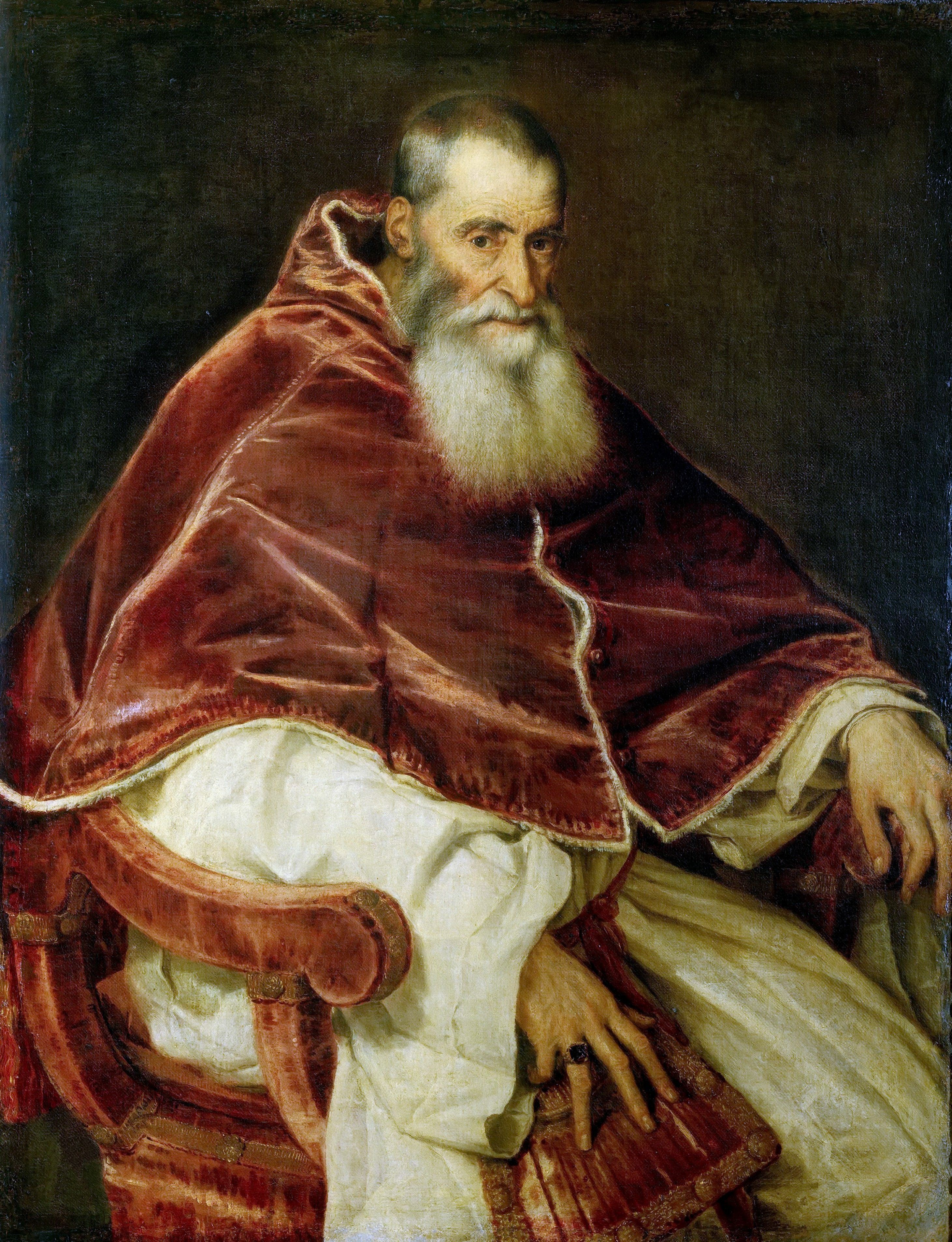
Портрет Павла III

См. также: Категория:Умершие в 1549 году
- Март — Сафа-Гирей, казанский хан[8].
- Маргарита Наваррская — французская принцесса, сестра короля Франциска I, одна из первых женщин-писательниц во Франции.
- Павел III — папа римский (1534-1549).
- Томас Сеймур — английский государственный деятель, адмирал и дипломат.
- Скарпаньино — итальянский архитектор.
- Содома — итальянский художник сиенской школы живописи.